# Stacja kontroli pojazdów

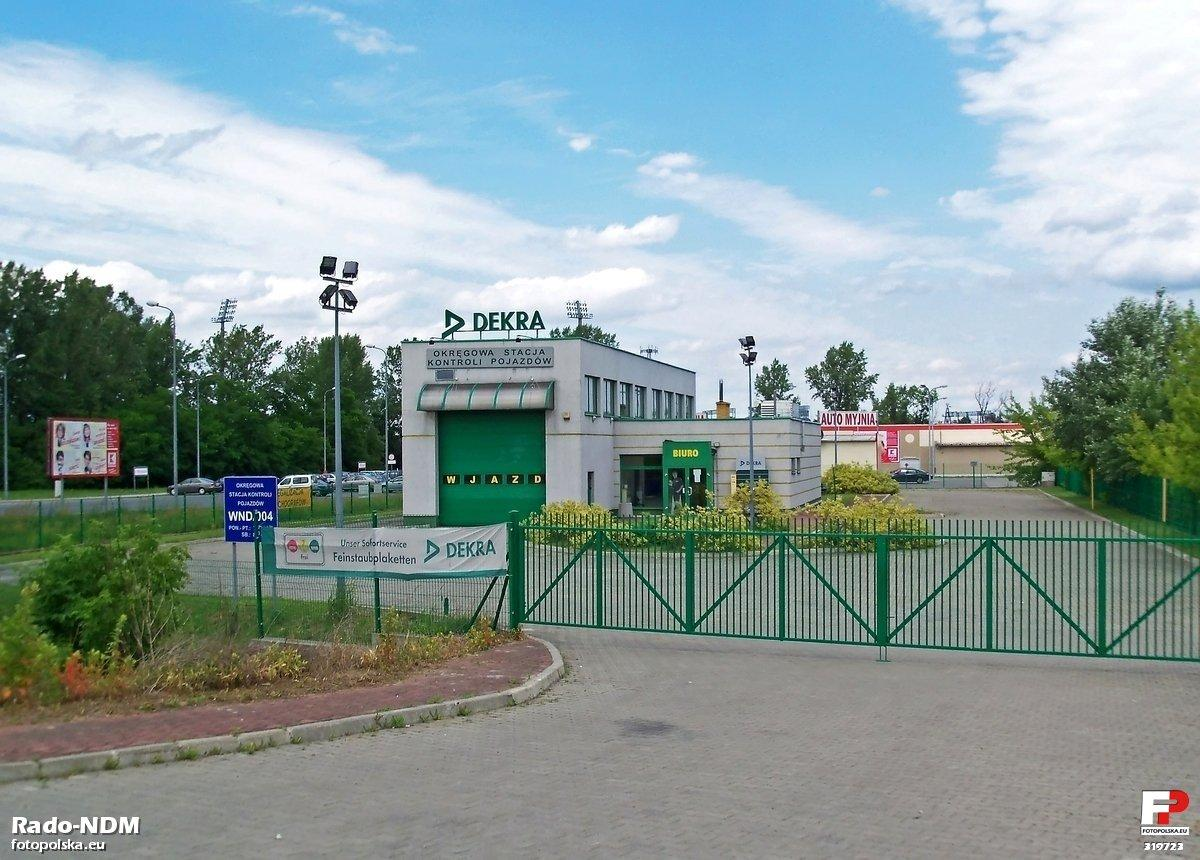
Stacja kontroli pojazdów

Stacja kontroli pojazdów – organ lub podmiot, publiczny lub prywatny, upoważniony do przeprowadzania badań zdatności do ruchu drogowego.
Działalność gospodarcza w zakresie prowadzenia stacji kontroli pojazdów jest działalnością regulowaną i wymaga uzyskania wpisu do rejestru przedsiębiorców prowadzących stację kontroli pojazdów.